# Kap Borley
Das Kap Borley ist ein vereistes Kap, das nur leicht an der Küste des ostantarktischen Enderbylands in die Kooperationssee ragt. Es befindet sich auf halber Strecke zwischen dem Kap Batterbee und der Magnet Bay.
Entdeckt wurde es 1930 bei der British Australian and New Zealand Antarctic Research Expedition (1929–1931) unter der Leitung des australischen Polarforschers Douglas Mawson. Dieser benannte das Kap nach dem britischen Ozeanographen John Oliver Borley (1872–1938), der dem Komitee der britischen Discovery Investigations angehörte und hierüber Mawson geholfen hatte, die RRS Discovery für dessen Expedition einsetzen zu dürfen.